# Awaous fluviatilis
Awaous fluviatilis är en fiskart som först beskrevs av Rao, 1971.  Awaous fluviatilis ingår i släktet Awaous och familjen smörbultsfiskar. Inga underarter finns listade.